# Ostroměř
Ostroměř (deutsch: Wostroměr auch: Wostromiersch, Woßtomirs) ist eine Gemeinde in Tschechien. Sie liegt sieben Kilometer westlich von Hořice und gehört zum Okres Jičín.

## Geschichte

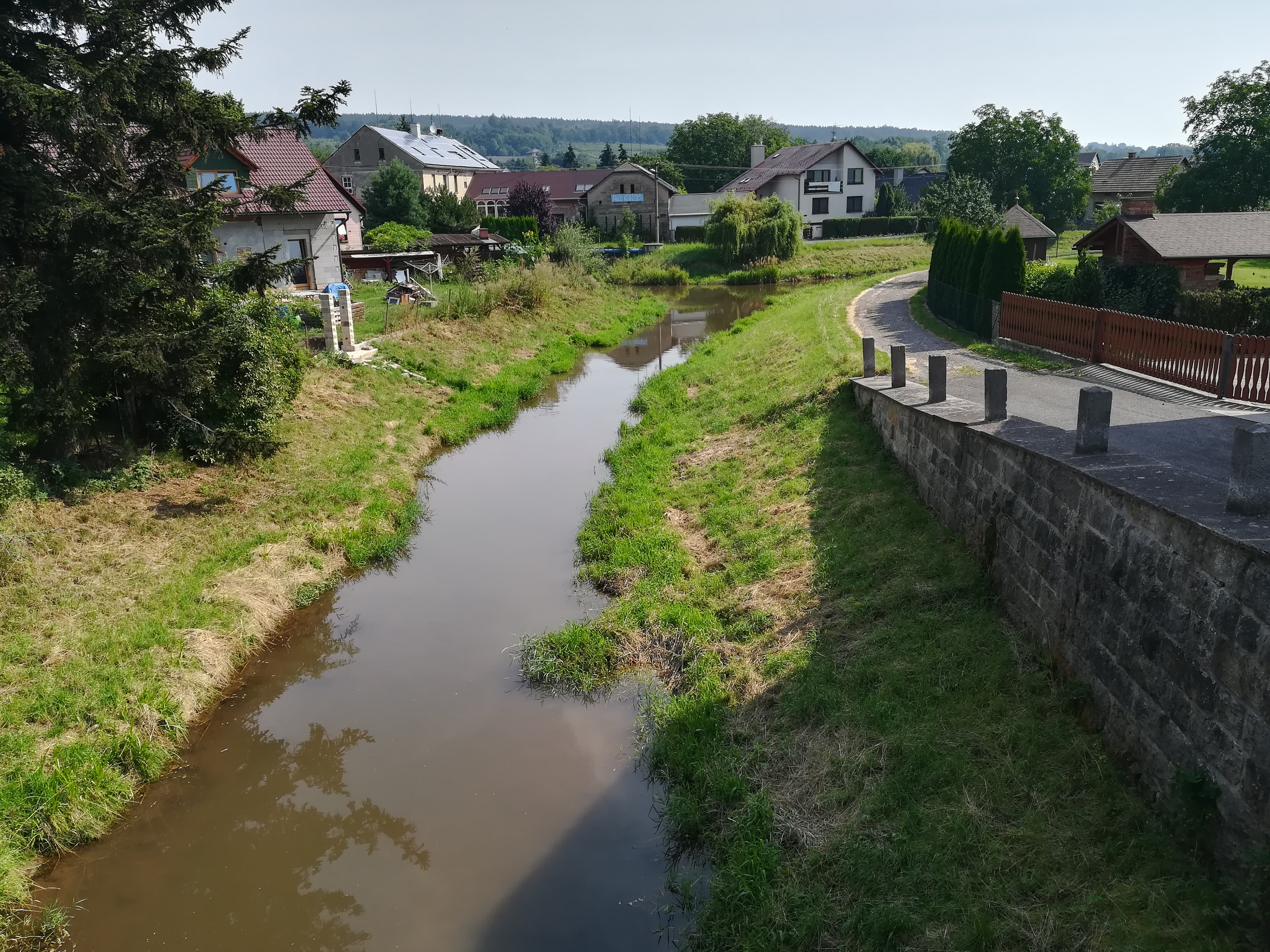
In Ostroměř

Aufgrund archäologischer Funde wird vermutet, dass die Gegend von Ostroměř bereits in prähistorischer Zeit besiedelt war. Zwischen dem 6. und 10. Jahrhundert entstand in der Nähe von Ostroměř eine Burgstätte der Charvaten.
1382 war Ostroměř im Besitz des Ješek Kdulinec von Ostroměř, dessen Nachkommen es Ende des 15. Jahrhunderts an Zdislav Dobřenský von Dobřenice verkauften. Von diesem erwarb es 1529 Johann Sendražský von Sendražice, der es wenig später dem Hermann von Rokytnik überließ. Von dessen Nachkommen erwarb es Wenzel Ostromířský von Rokytnik auf Bitowan, der wegen seiner Beteiligung am Ständeaufstand von 1618 nach der Schlacht am Weißen Berg enteignet wurde. Die Besitzungen erwarb Albrecht von Wallenstein, der die kleine Herrschaft teilte. Einen Teil gliederte er seiner Herrschaft Hořitz, den anderen dem Gut Holowous ein. Den Hořitzer Teil erwarb 1665 Heinrich Ernst de Carmes und gliederte ihn ebenfalls dem Gut Holowous ein. 1680 verkaufte sein Sohn Ferdinand de Carmes die gesamte Herrschaft an die Walditzer Kartäuser. Nachdem deren Orden durch die Josephinischen Reformen aufgelöst worden war, übernahm der Religionsfonds den Ordensbesitz. 1827 erwarb Ostroměř Ferdinand von Trautmannsdorff, der es mit der Herrschaft Kumburg vereinte.
1869 erhielt Ostroměř Eisenbahnanschluss an der Strecke von Chlumec nach Stará Paka. Mit der Inbetriebnahme der Nebenstrecke der Österreichischen Nordwestbahn von Hořitz nach Jičín erhielt es 1871 einen weiteren Anschluss.

## Sehenswürdigkeiten
- Bildsäule des hl. Erzengels Michael
- Bildsäule des hl. Franz Xaver

## Ortsteile
Zur Gemeinde Ostroměř gehören die Ortsteile Ostroměř, Domoslavice (Domoslawitz), Nové Smrkovice (Neu Smirkowitz) und Sylvarův Újezd (Sylwar Aujest).

## Persönlichkeiten
- Eduard Štorch (1878–1956), tschechischer Schriftsteller, Archäologe und Pädagoge
- Karel Zeman (1910–1989), tschechischer Filmregisseur